# Anthomyia monilis
Anthomyia monilis este o specie de muște din genul Anthomyia, familia Anthomyiidae. A fost descrisă pentru prima dată de Johann Wilhelm Meigen în anul 1826. Conform Catalogue of Life specia Anthomyia monilis nu are subspecii cunoscute.

## Galerie

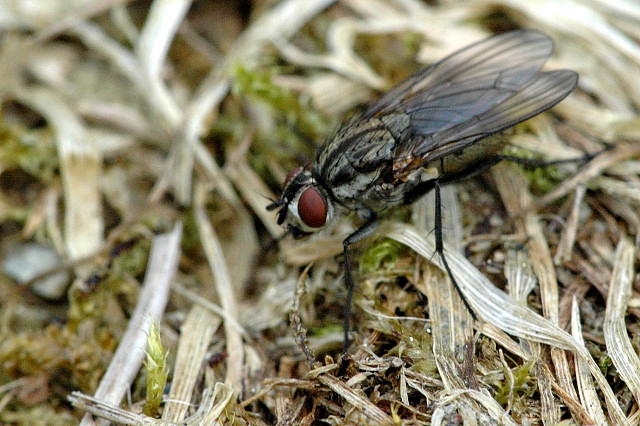